# Paragobiodon echinocephalus
Paragobiodon echinocephalus là một loài cá biển thuộc chi Paragobiodon trong họ Cá bống trắng. Loài này được mô tả lần đầu tiên vào năm 1830.

## Từ nguyên
Từ định danh echinocephalus được ghép bởi hai âm tiết trong tiếng Hy Lạp cổ đại: ekhînos (ἐχῖνος; "nhím, cầu gai") và képhalos (κέφαλος; "đầu"), hàm ý đề cập đến những nhú gai bao phủ đầu và gáy của loài cá này.

## Phân bố và môi trường sống
Từ Biển Đỏ, P. echinocephalus có phân bố gần như rộng khắp vùng Ấn Độ Dương - Thái Bình Dương, dọc theo Đông Phi trải dài về phía đông đến quần đảo Marquises và Tuamotu, ngược lên phía bắc tới Nam Nhật Bản, xa về phía nam đến Úc (gồm cả đảo Lord Howe). Ở Việt Nam, P. echinocephalus được ghi nhận tại vịnh Bắc Bộ, quần đảo Hoàng Sa và quần đảo Trường Sa.
P. echinocephalus là một loài sống cộng sinh với san hô, bao gồm các loài Pocillopora, Seriatopora và Stylophora, nhưng được ưa thích nhất là san hô Stylophora pistillata. Trong khi ở rạn san hô Great Barrier, tỉ lệ P. echinocephalus cư trú trên các cụm S. pistillata cỡ lớn nhiều hơn trên cụm nhỏ, ở phía bắc Biển Đỏ thì ngược lại. Khi khảo sát khu vực bắc Biển Đỏ, không có bất kỳ cá thể P. echinocephalus nào, dù ở kích cỡ nào, sống ở cụm san hô có đường kính hơn 20 cm.
Độ sâu ít nhất mà P. echinocephalus có thể được tìm thấy là 47 m.

## Mô tả
Chiều dài lớn nhất được ghi nhận ở P. echinocephalus là 4 cm. Đầu và gáy của loài này không có vảy cá nhưng có nhiều nhú gai bao phủ. Đầu màu đỏ cam, đôi khi lại có thêm các vệt đốm màu xanh lam. Phần thân còn lại và các vây có màu đen.
Số gai vây lưng: 7; Số tia vây lưng: 9; Số gai vây hậu môn: 1; Số tia vây hậu môn: 9; Số tia vây ngực: 20–22; Số vảy đường bên: 22–24.

## Sinh thái
P. echinocephalus là loài lưỡng tính, và có thể thay đổi giới tính theo cả hai chiều (cá đực có thể chuyển thành cá cái và ngược lại).
Ở Okinawa (Nhật), P. echinocephalus tập trung đông nhất trên những cụm S. pistillata có đường kính hơn 15 cm, nhưng hầu như không thấy trên các cụm dưới 5 cm. Cũng tại đây, P. echinocephalus sinh sản từ tháng 4 đến tháng 11 và số lượng cá con (7–15 mm) tăng lên vào mùa hè. Trứng được cá bố bảo vệ trong khoảng 4 ngày cho đến khi nở. Đợt sinh sản tiếp theo thường diễn ra một ngày sau khi trứng lứa trước nở.
P. echinocephalus và cá bống Gobiodon histrio góp phần loại bỏ tảo lục Chlorodesmis fastigiata, một loại tảo có khả năng cảm nhiễm qua lại gây ức chế sự phát triển của san hô Acropora nasuta (bằng cách tạo ra vùng thiếu oxy hoặc tăng lượng vi khuẩn có hại cho san hô). Trong vòng vài phút sau khi tiếp xúc với tảo độc, hoặc chỉ tiếp xúc qua chiết xuất hóa học của tảo, san hô sẽ tỏa ra mùi thu hút cá bống đến để dọn tảo cho chúng. G. histrio tiêu thụ luôn cả tảo C. fastigiata, làm tăng lượng độc trong dịch nhầy của chúng, trong khi P. echinocephalus chỉ loại bỏ C. fastigiata nhưng không tiêu thụ nó.

## Thương mại
P. echinocephalus là một thành phần nhỏ trong ngành buôn bán cá cảnh, nhưng ít khi được nhìn thấy.